# YuMZ T2
 (juin 2019).
Si vous disposez d'ouvrages ou d'articles de référence ou si vous connaissez des sites web de qualité traitant du thème abordé ici, merci de compléter l'article en donnant les références utiles à sa vérifiabilité et en les liant à la section « Notes et références ».
YuMZ T2 est un trolleybus ukrainien de 12 mètres de long construit à Dnipro par Ioujmach depuis 1993.
De 1992 à 1998, la version YuMZ T1 a été proposée, mais son application n’a pas eu un réel succès. Les trolleybus YuMZ T2 fonctionnent maintenant dans de plusieurs villes ukrainiennes et moldaves.

## Description générale

### Histoire de la création
En 1992, dans la ville de Dnipro, à l'usine Ioujmach, ont été lancés les bus à soufflet fabriqués en série, YMZ T1, qui se sont bien vendus en Ukraine et à l'étranger. Mais des trolleybus normaux de capacité normale étaient nécessaires dans de nombreuses villes, pas moins que des trolleybus de grande capacité à soufflet. En 1993, le premier YMZ T1 modernisé est apparu et, parallèlement, un prototype de trolleybus standard de 11,6 mètres, le YUMZ T2, a été construit. Il était complètement unifié avec son long « jumeau », la plupart de leurs caractéristiques techniques coïncidaient, à l'exception de leurs dimensions globales, le T2 de 11,6 mètres avait un moteur électrique ED-138AU2. Volodymyr Veklych a été nommé superviseur scientifique des travaux pour le développement du trolleybus, et le concepteur principal était Mikhail Halya.
Un prototype de YMZ T2 sur plusieurs mois a été testé dans Dnipro, mais n'a pas fonctionné longtemps. Après avoir été testée, elle a été envoyée à Ternopil, où elle a fonctionné jusqu'en 2005 sous le numéro 129.
En 1994, le premier lot de 10 trolleybus YUMZ T2 ont été reçus à Dnipro. La même année, en 1994, à l'usine Pivdenmash, un prototype de trolleybus YUMZ T2M était créé, à l'apparence identique au YMZ T2, mais avec un système de commande à thyristors et un convertisseur statique. Un trolleybus similaire articulé a été construit un an plus tard : le YUMZ T3K. Mais ni le premier ni le second n'ont été livrés en série, principalement à cause de la réticence des ateliers d'entretien à travailler avec des composants électroniques complexes.
YuMZ T2M appartenait depuis deux ans à l’usine. En 1996, le solde a été transféré au dépôt numéro 1 de Dnipro, où il a reçu le numéro 1050 au lieu du produit déclassé après l’accident de 1995, YMZ T1. Depuis 1998, tous les trolleybus YUMZ ont installé des convertisseurs statiques à la place du groupe électrogène. En règle générale, avec les convertisseurs, l’usine de construction mécanique du sud expérimente depuis 1994, mais de nombreuses villes ont préféré les trolleybus modulaires en raison de leur faible coût et de leur facilité d’entretien. Dans les années 1990, le trolleybus LAZ-52522 de Lviv a été fabriqué (avec le même moteur ED-138AU2 et le système de contrôle de contact rhéostatique), mais le YuMZ T2 a eu plus de succès et a coûté moins cher, de sorte que la plupart des 85 exemplaires du 52522 est à Lviv.
Les bus à soufflet YUMZ T2 ont été livrés et sont toujours livrés dans de nombreuses villes d’Ukraine et de la CEI. Plusieurs exemplaires roulent en Russie, à Moscou, Rostov et Achgabat. Plusieurs modifications spéciales des trolleybus YUMZ T2.09 ainsi que des Škoda 9Tr et Škoda 14Tr sont exploitées sur la ligne interurbaine Simferopol-Yalta, en Crimée.
Fin 2000, les trolleybus YUMZ T2 ont été modernisés. Outre le changement de conception de la partie avant (modification de la forme du pare-brise, modification des feux de pare-chocs inférieurs, modification de la forme des feux supérieurs, modification de la conception de l'intérieur et nouvelles techniques : un nouveau moteur ED139AU2, un nouveau compresseur à faible bruit et d’autres améliorations.
À la fin de 2006, les trolleybus YUMZ T2 ont été modernisés. Tous les trolleybus ont  des roues sur disque et une nouvel agencement intérieur. Depuis 2008, la production de trolleybus de ce modèle est complètement arrêtée. Un des derniers trolleybus fabriqués à l'été 2010 a été acquis par Makeyevka. Et cette année-là, en 2012, Marioupol a reçu deux trolleybus, probablement les derniers livrés, en stock depuis 2008.
Malgré leur âge relativement récent, 50 trolleybus ont déjà été déclassés dans diverses villes (Kiev, Lyssytchansk, Toretsk, Ternopil, Sébastopol, Poltava, Ivano-Frankivsk), y compris les deux premiers modèles.
À Achgabat, ces trolleybus ne sont plus utilisés et une autre partie de ces trolleybus ont été amortis à Moscou. Parmi les villes ukrainiennes, l'exploitation de ce modèle à Toretskaya (2007, en raison de l'arrêt du système) et à Lyssytchansk (tous les trolleybus de ce modèle ont été amortis en 2012) a été abandonnée.
En 2016, les trolleybus de Kiev transférés après réparation sont attribués à la ville de Kherson mais en raison des ravages de la guerre la plupart ont été détruits.

## Galerie

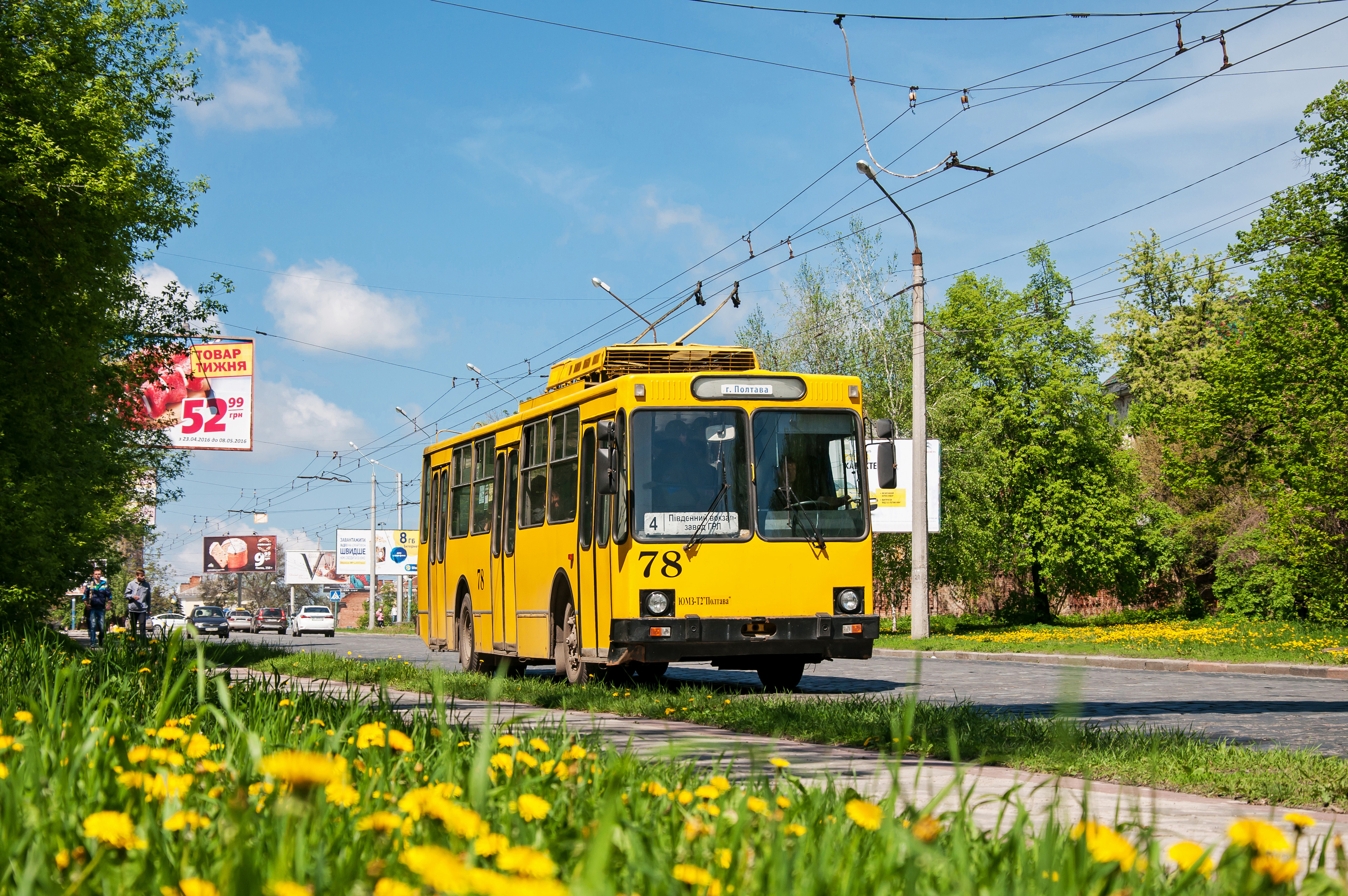
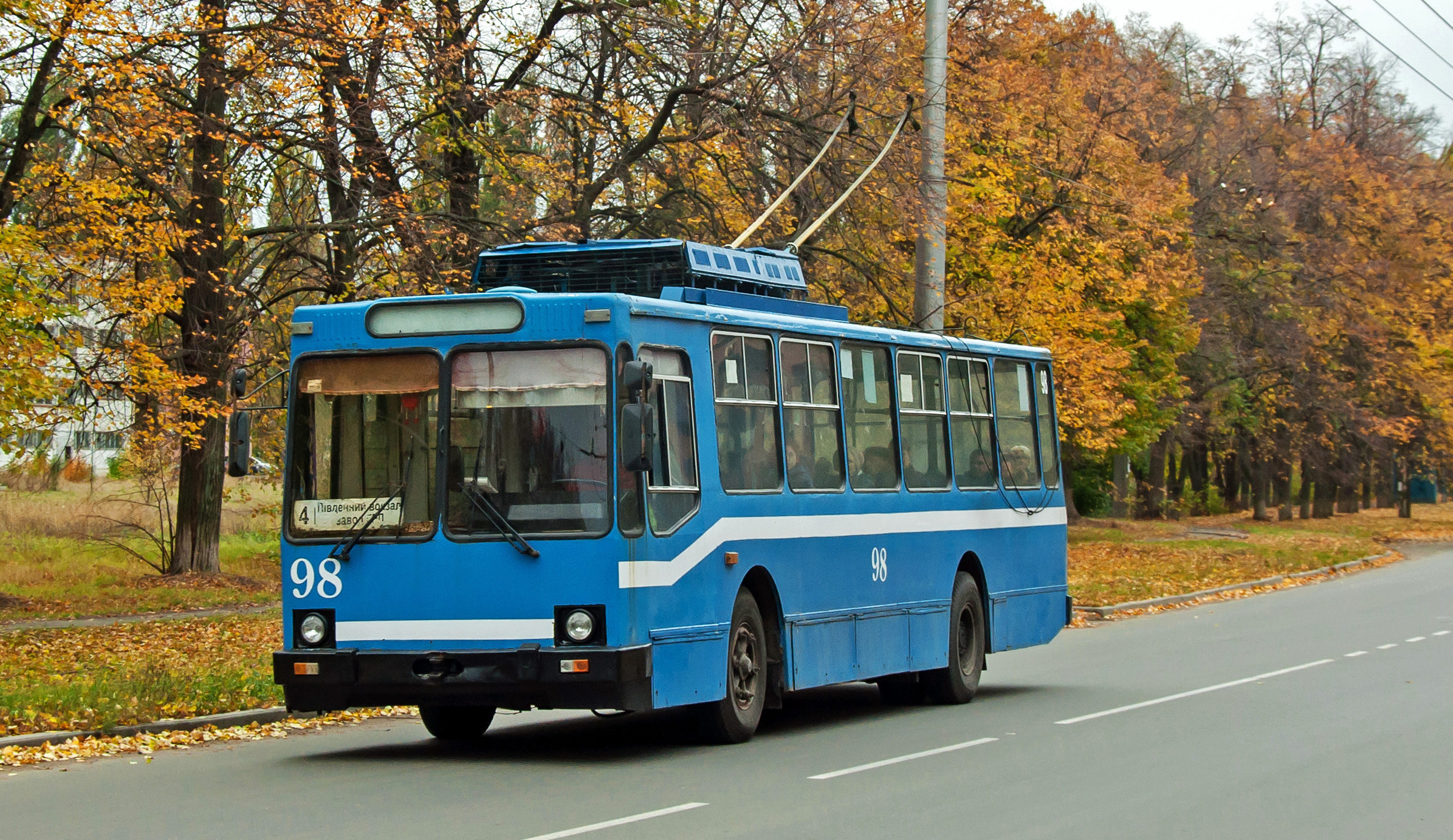
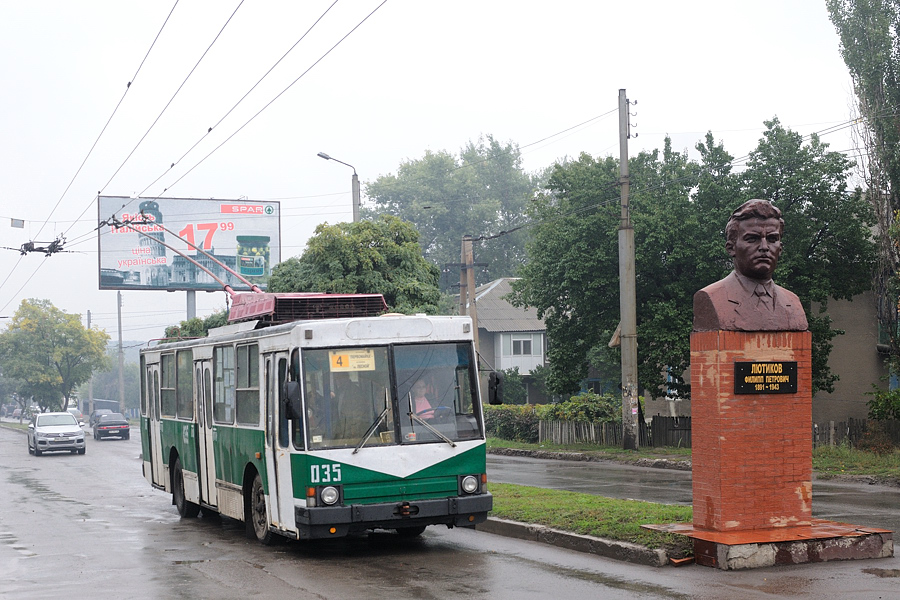
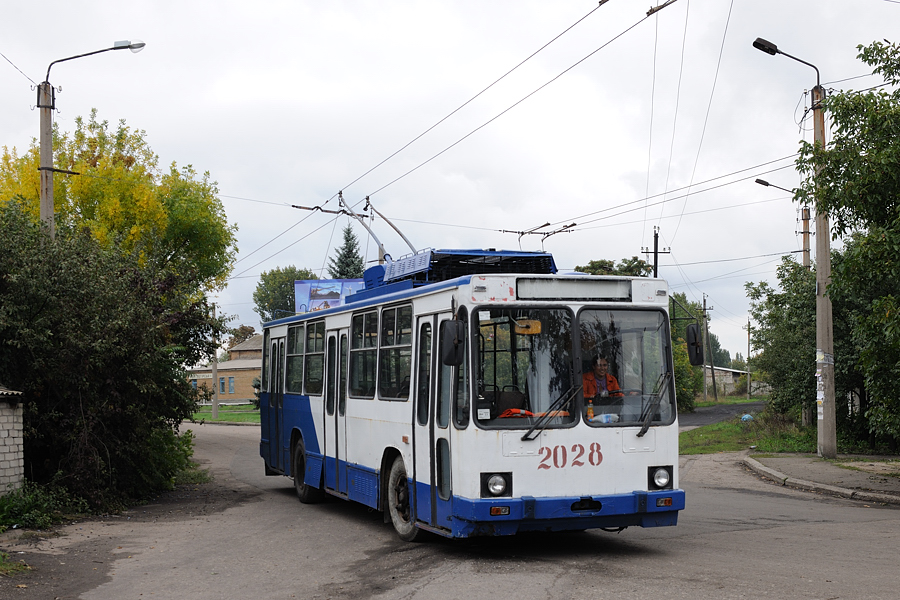
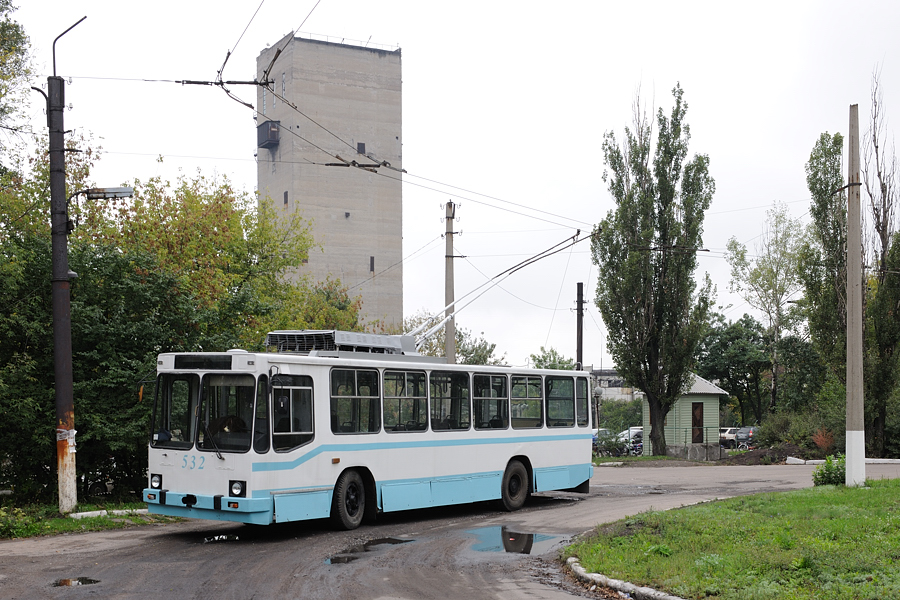
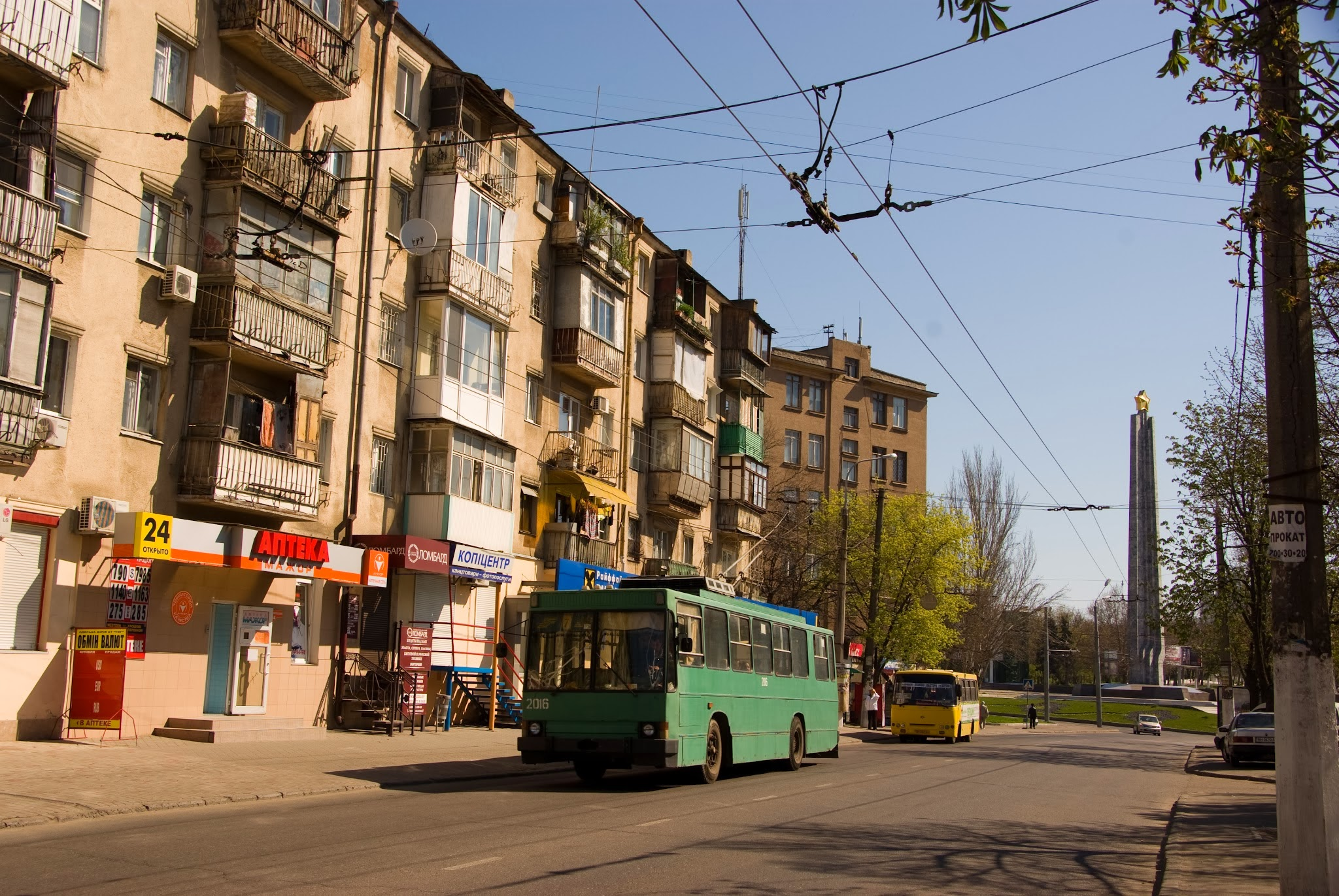
À Odessa
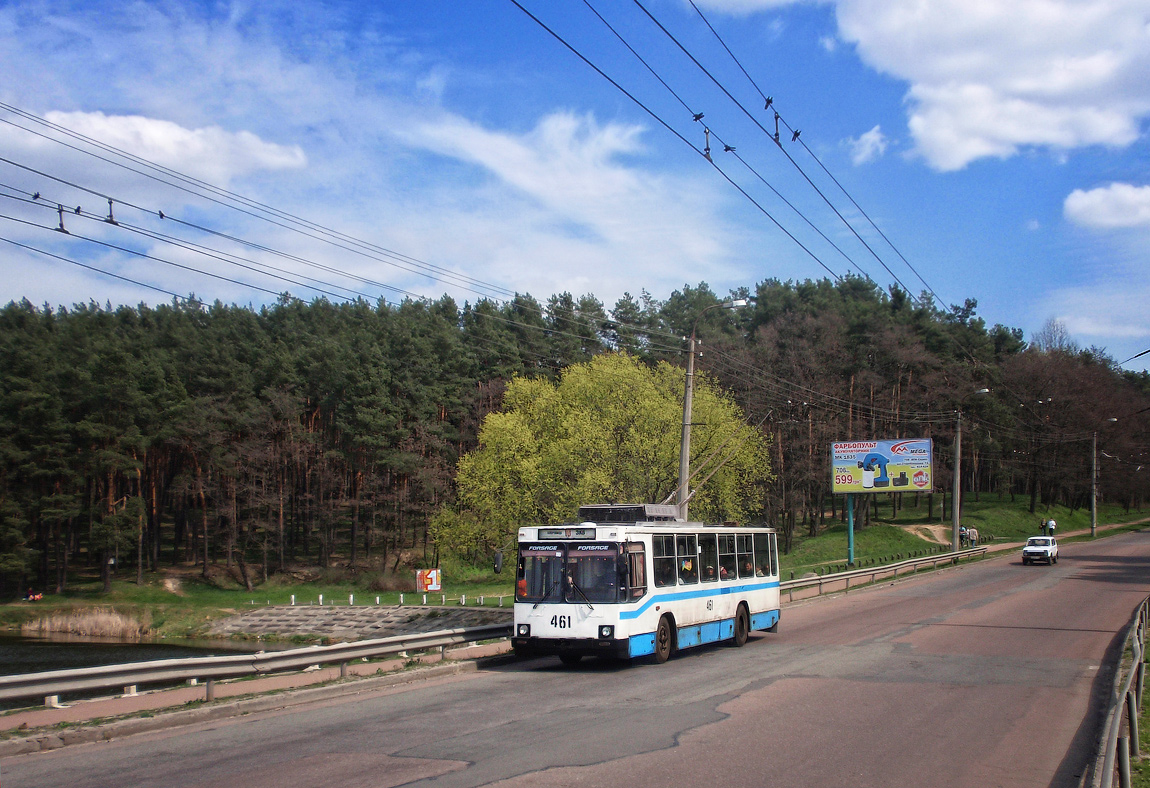
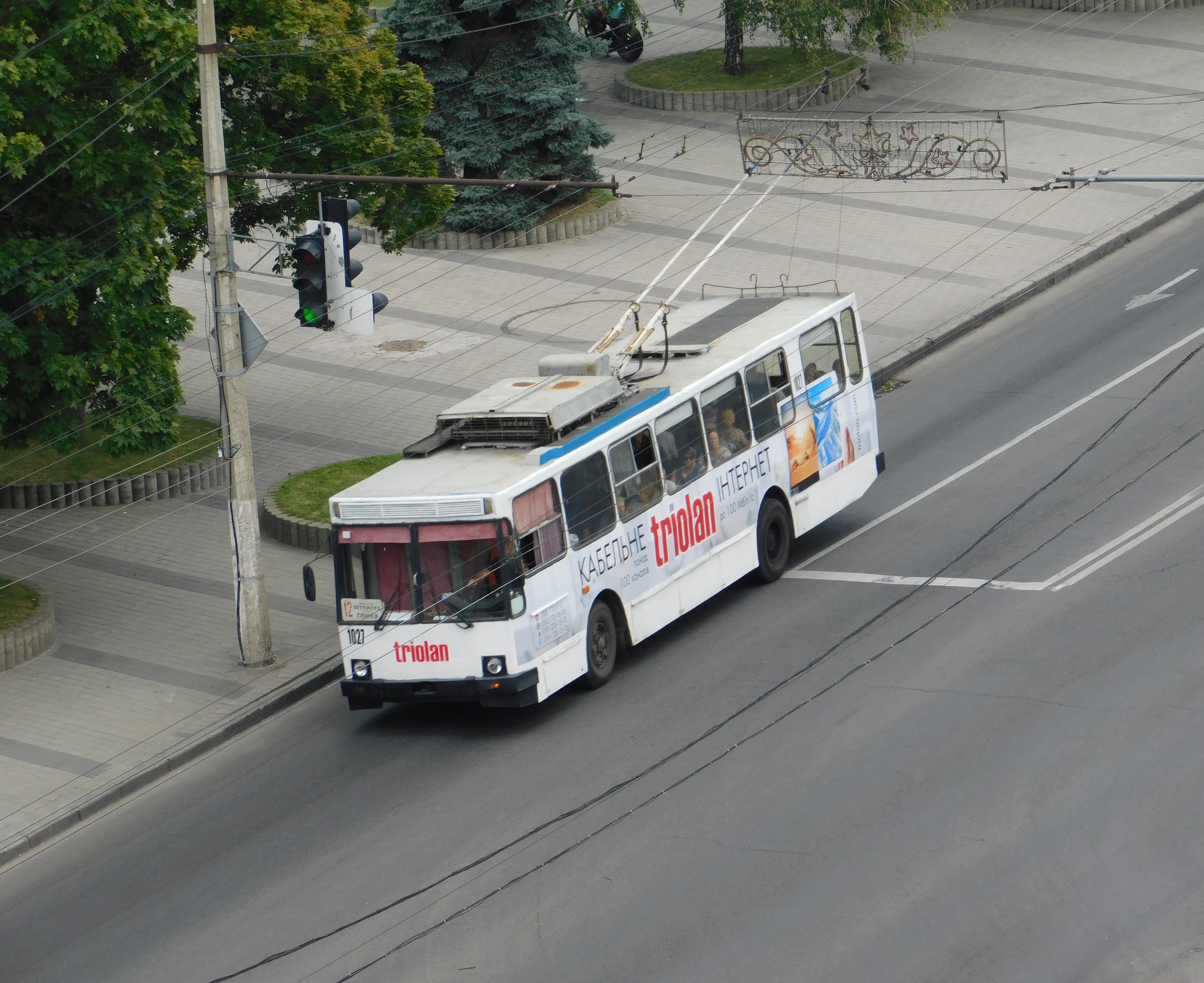
À Dnipro
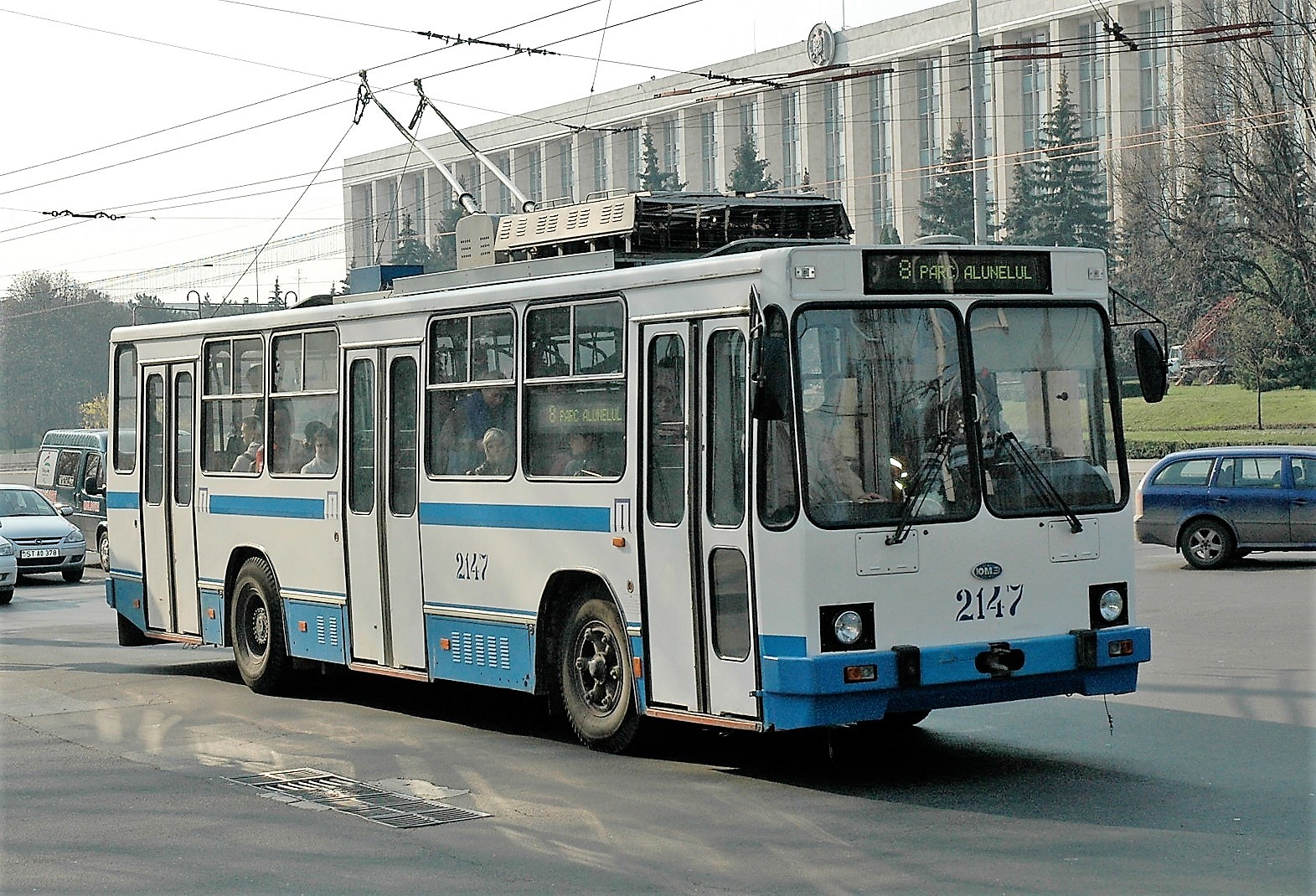
À Chișinău